# Warfare Noise
Warfare Noise (v překladu z angličtiny válečný hluk, válečná vřava), někdy uváděné i jako Warfare Noise I je 4-way split album brazilských metalových skupin Chakal, Mutilator, Sarcófago a Holocausto. Vydáno bylo v roce 1986 brazilským hudebním vydavatelstvím Cogumelo Produções na 12" vinylové desce. Od té doby bylo několikrát vydáno znovu, na CD, vinylu, audiokazetě, v digitální podobě, s bonusovými skladbami i bez nich.

Jedná se o ranou tvorbu, všechny čtyři prezentované kapely vznikly v roce 1985.
U Cogumelo Produções vyšla také další dvě navazující alba, Warfare Noise II v roce 1988 a Warfare Noise III v roce 1990.

## Seznam skladeb
A1 "Cursed Cross" – 5:56 (Chakal)
A2 "Mr. Jesus Christ" – 4:43 (Chakal)
A3 "Believers of Hell" – 2:59 (Mutilator)
A4 "Nuclear Holocaust" – 3:31 (Mutilator)
B1 "Recrucify / The Black Vomit" – 4:55 (Sarcófago)
B2 "Satanas" – 2:01 (Sarcófago)
B3 "Destruição Nuclear" – 3:24 (Holocausto)
B4 "Escarro Napalm" – 3:13 (Holocausto)